# Oberea uninotaticollis
Oberea uninotaticollis är en skalbaggsart som beskrevs av Maurice Pic 1939. Oberea uninotaticollis ingår i släktet Oberea och familjen långhorningar.
Artens utbredningsområde är Laos. Inga underarter finns listade i Catalogue of Life.